# 同根
《同根》，是香港歌手黄贯中于2002年4月發行的一張迷你专辑。

## 曲目
1. 黑白
2. 深紫色高跟鞋
3. 駛乜死
4. Lady With Purple High Heels(But Ugly Face Mix)
5. 香港一定得(Remix)
6. 有錢真係好
7. 同根